# زمان لبنان
زمان لبنان (انگلیسی: Time in Lebanon) زمان استاندارد در کشور لبنان است که زمان اروپای مرکزی (یوتی‌سی ۲:۰۰+) یا ساعت تابستانی اروپای مرکزی (یوتی‌سی ۳:۰۰+) در طول تابستان هماهنگ است.